# Сэкигути, Кунимицу
Кунимицу Сэкигути (яп. 関口 訓充, род. 26 декабря 1985, Тама) — японский футболист.

## Клубная карьера
На протяжении своей футбольной карьеры выступал за клубы «Вегалта Сэндай», «Урава Ред Даймондс» и «Сересо Осака».

## Карьера в сборной
С 2010 по 2011 год сыграл за национальную сборную Японии три матча.

### Статистика за сборную
| Сборная Японии | Сборная Японии | Сборная Японии |
| Год            | Матчи          | Голы           |
| -------------- | -------------- | -------------- |
| 2010           | 1              | 0              |
| 2011           | 2              | 0              |
| Итого          | 3              | 0              |